# Вернерии
Вернерии (лат. Werneria) — род бесхвостых земноводных из семейства жаб. Род назван в честь Франца Вернера, австрийского зоолога и герпетолога, который активно работал в Африке.

## Описание
Это жабы среднего размера с длиной тела от 3 до 5 см. Самки, как правило, крупнее самцов. У них нет ни органов слуха, ни горловых мешков, ни околоушных желез. Кожа гладкая. Перепонки пальцев ног варьируются от рудиментарных до полноценных. Головастики имеют короткий, мускулистый хвост и плоское тело с огромным ртом-присоской. 

## Распространение
Встречаются в западной части Центральной Африки (Экваториальная Гвинея, Габон и Камерун), с наибольшим видовым богатством на Камерунском нагорье. Виды, как правило, имеют ограниченное или неоднородное распространение и считаются находящимися под угрозой исчезновения. 

## Классификация
На февраль 2023 года в род включают 6 видов:
- Werneria bambutensis (Amiet, 1972) — Оливковая вернерия
- Werneria iboundji Rodel, Schmitz, Pauwels & Bohme, 2004
- Werneria mertensiana Amiet, 1976 — Вернерия Мертенса
- Werneria preussi (Matschie, 1893) — Термитная жаба, или каменистая вернерия
- Werneria submontana Rodel, Schmitz, Pauwels & Bohme, 2004
- Werneria tandyi (Amiet, 1972) — Водная вернерия